# Henri Cazelles
Pour les articles homonymes, voir Cazelles.
Henri Cazelles, né le 8 juin 1912 et mort le 10 janvier 2009 à Paris, est un exégète français, prêtre de Saint-Sulpice.

## Biographie

### Jeunesse et études
Henri Cazelles est licencié en écriture sainte et docteur en théologie. Il est également diplômé de l’École libre des sciences politiques et docteur en droit. Il a reçu un doctorat honoris causa de l’université de Bonn.
Il a été membre de la Société d'égyptologie, ancien secrétaire de la Commission biblique pontificale. Il est ancien directeur d’études à l’EPHE à partir de 1973. Il a été membre associé de l’Académie royale de Belgique, UER de théologie et de sciences religieuses.
Il est célèbre pour avoir dirigé l'édition du Supplément au Dictionnaire de la Bible.

### Livres
- La Naissance de l’Église, secte juive rejetée ? (collection Lire la Bible; Cerf, 1968)
- Écriture, parole et esprit. Trois aspects de l'herméneutique biblique (Desclée De Brouwer, 1971)
- À la recherche de Moïse (Collection : Études Annexes, Éditions du Cerf 1979)   (ISBN 2-204-01290-4)
  - traduit en italien : Alla Ricerca Di Mosè (Queriniana, 1982)
- Naissance de l'Église (Collection : Lire la Bible, Le Cerf; 2e éd. rev., corr. et augm, 1er novembre 1983)   (ISBN 2-204-02103-2)
- Autour de l'Exode (Collection : Sources bibliques, Gabalda, 1987)   (ISBN 2-85021-024-2)
- Histoire politique d’Israël. Des origines à Alexandre le Grand (Cerf, 1989)   (ISBN 2-7189-0218-3)
- Le Messie de la Bible. Christologie de l'Ancien Testament (Collection Jésus et Jésus-Christ, Desclée) 1995   (ISBN 2-7189-0651-0)
- La Bible et son Dieu (Collection Jésus et Jésus-Christ Desclée) 1999   (ISBN 2-7189-0949-8)

### Articles
- Après La Mort dans Communio, Tome V, no 3 (mai-juin 1980)
- Historiographies bibliques et prébibliques dans Revue biblique (1991)
- Sur les fondements de la recherche en théologie biblique dans Recherches de science religieuse (1995)
- La Bible entre l'exégèse et la pastorale dans Communio (1995)
- De la fixation du texte biblique à l'origine de son autorité dans Transeuphratène (1995)
- Ahiqar, Ummân and Amun and Biblical Wisdom Texts dans Solving Riddles and Untying Knots. Biblical Epigraphic, and Semitic Studies in Honor of Jonas C. Greenfield 1995
- La vie de Jérémie dans son contexte national et international dans Le livre de Jérémie. Le prophète et son milieu. Les oracles et leur transmission. Nouvelle édition mise à jour 1997.
- Archéologie, histoire et institutions en Israël dans Transeuphratène (1998)
- Jean, fils de Zébédée, «Prêtre» et apôtre dans Recherches de science religieuse (2000)

### Travaux éditoriaux
- Direction du Supplément au Dictionnaire de la Bible (Letouzey & Ané) (1945-) puis direction honoraire (tome XIII 2003   (ISBN 2-7063-0223-2) ; dernier fascicule paru en 2006)
- Les Lettres d'El-Amarna. Correspondance diplomatique du pharaon (traduction de William L. Moran avec la collaboration de V. Haas et G. Wilhelm, Traduction française de Dominique Collon et Henri Cazelles, Collection Littérature Ancienne du Proche-Orient, Cerf, mai 1987)   (ISBN 2-204-02645-X)